# Faruk I
Faruk I (àrab: فاروق الأول, Fārūq al-Awwal) (11 de febrer de 1920 - 18 de març de 1965) fou rei d'Egipte i del Sudan, el desè de la dinastia de Muhàmmad Alí i penúltim rei del país. Va succeir al seu pare Fuad I a la seva mort el 28 d'abril de 1936. El seu títol era rei d'Egipte i de Sudan, sobirà de Núbia, Kordofan i Darfur, i generalment Màlik Misr (rei d'Egipte). La seva mare era la princesa egípcia Mazli Sabri.

## Biografia

### Joventut i regne
Es va educar a Egipte i a l'Acadèmia militar reial de Wooleich a Anglaterra. Amb només 16 anys va pujar al tron amb un consell de regència presidit pel príncep Muhammad Ali que va actuar del 28 d'abril de 1936 al 29 de juliol de 1937. Disposava de gran riquesa amb terres, palaus i vehicles i viatjava per Europa fent compres el que va despertar l'enuig dels seus súbdits. Durant la II Guerra Mundial Faruk era favorable a Itàlia i Alemanya i el govern va romandre oficialment neutral tot i que la presència de les tropes britàniques feia aquesta neutralitat simbòlica. Només el 1945 sota pressió dels britànics va declarar la guerra a les potències de l'Eix.

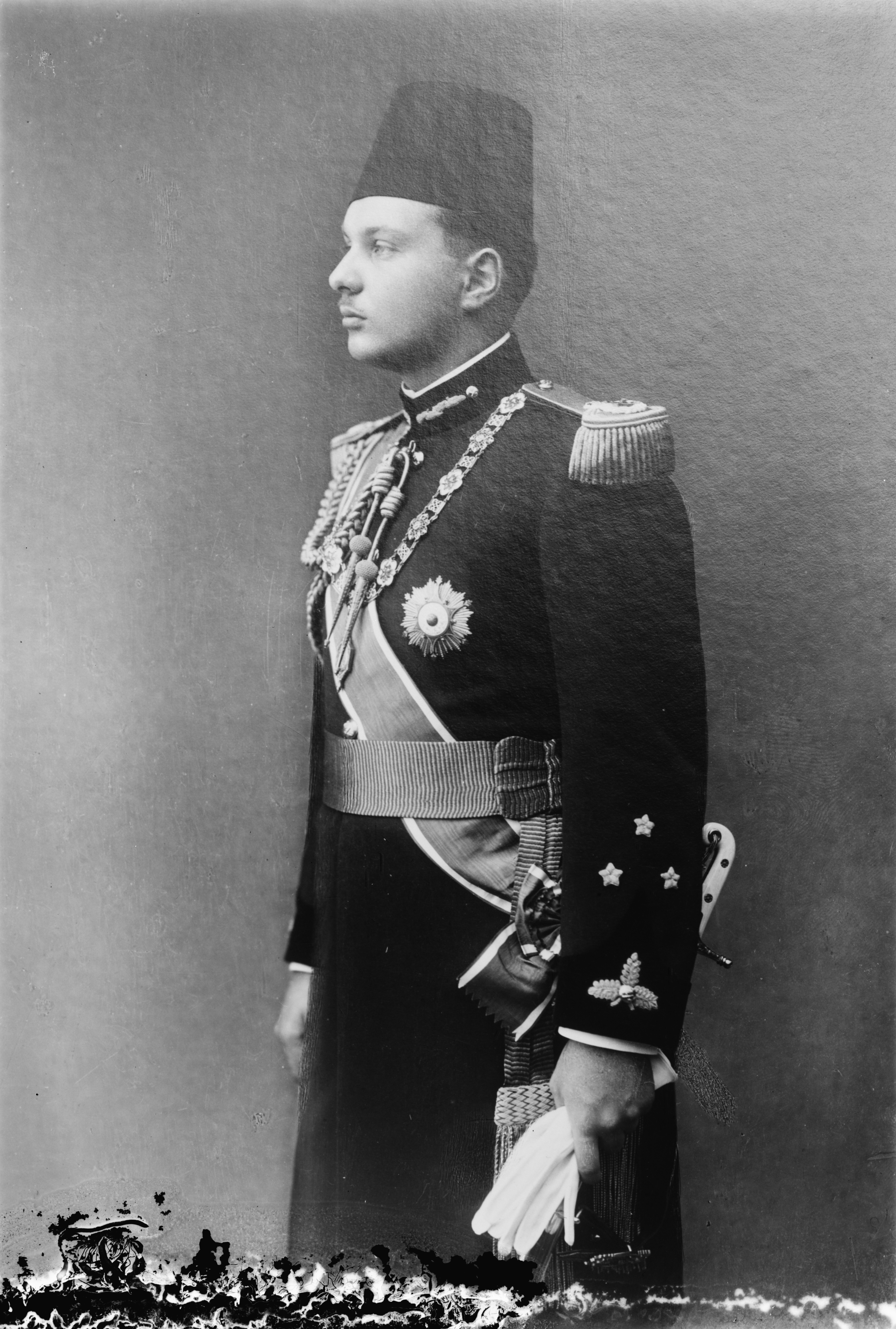
Foto oficial del matrimoni, 1938

### Enderrocament
La pèrdua del 78% de Palestina a mans de l'estat d'Israel que l'exèrcit egipci no va poder prevenir va incrementar la seva manca de popularitat. El 23 de juliol de 1952 el Moviment dels Oficials Lliures dirigits per Muhammad Naguib i Gamal Abdel Nasser donà un cop d'estat i Faruk fou forçat a abdicar i va sortir a l'exili cap a Mònaco i Itàlia on va viure fins a la seva mort. El seu fill infant Fuad II fou proclamat rei sota la regència del príncep Muhammad Abdul Moneim, però el poder efectiu estava en mans dels militars. El 18 de juny de 1953 es va proclamar la república. Els elements de la col·lecció d'objectes de Faruk foren subhastats.

### Governs
- Ali Maher Pasha (nomenat 30 de gener de 1936 per Fuad I) en funcions fins al 9 de maig de 1936, del Partit Ittiha (Partit de la Unió, realista)
- Mustafa an-Nahhas Pasha 9 de maig de 1936 - 29 de desembre de 1937 de l'al-Wafdu al-Misri (abreujat Wafd, Partit Nacional Egipci, liberal
- Muhammad Mahmoud Pasha 29 de desembre de 1937 - 18 d'agost de 1939, Wafd
- Ali Maher Pasha 18 d'agost de 1939 - 28 de juny de 1940, Partit de la Unió, realista (segona vegada)
- Hassan Sabry Pasha 28 de juny de 1940 - 14 de novembre de 1940, sense partit
- Hussein Sirri Pasha 15 de novembre de 1940 - 5 de febrer de 1942, sense partit
- Mustafa an-Nahhas Pasha 5 de febrer de 1942 - 10 d'octubre de 1944, Wafd
- Ahmad Maher Pasha 10 d'octubre de 1944 - 24 de febrer de 1945, del Partit Saadista Institucional
- Mahmoud an-Nukrashi Pasha 26 de febrer de 1945 - 17 de febrer de 1946, del Partit Saadista Institucional
- Ismail Sedki Pasha 17 de febrer de 1946 - 9 de desembre de 1946, de l'al-Hizb ash-Shaab (PPartit Popular, instrument de Ismail Sedki, anti Wafd)
- Mahmoud an-Nukrashi Pasha 9 de desembre de 1946 - 28 de desembre de 1948, del Partit Saadista Institucional (segona vegada)
- Ibrahim Abdel Hadi Pasha 28 de desembre de 1948 - 26 de juliol de 1949, del Partit Saadista Institucional
- Hussein Sirri Pasha 26 de juliol de 1949 - 12 de gener de 1950, sense partit (segona vegada)
- Mustafa an-Nahhas Pasha 12 de gener de 1950 - 27 de gener de 1952, Wafd
- Ali Maher Pasha 27 de gener de 1952 - 2 de març de 1952, del Partit Ittiha (Partit de la Unió, realista)
- Ahmad Naguib Hilali Pasha 2 de març de 1952 - 2 de juliol de 1952
- Hussein Sirri Pasha 2 de juliol de 1952 - 22 de juliol de 1952 (tercera vegada)
- Ahmad Naguib Hilali Pasha 22 de juliol de 1952 - 23 de juliol de 1952

### Exili
Faruk va fixar residència a Roma. El 1959 va rebre la ciutadania monegasca. Va morir al restaurant Ile de France a Roma, el 3 de març de 1965.

## Matrimoni i descendència

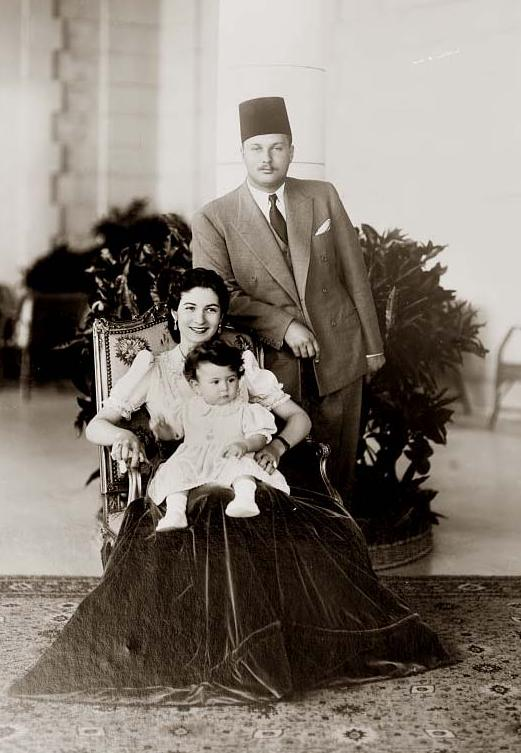
Faruk I, la reina Farida i la filla gran Farial, vers 1940

Faruk va tenir aventures amoroses amb diverses dones sent la més anomenada l'escriptora britànica Barbara Skelton. Es va casar oficialment dues vegades:
La primera el 1938 amb Farida (nascuda Salfinaz Zulfikar 1921-1988) filla d'un noble egipci. Es van divorciar el 1948 deixant tres filles: Farial (nascuda el 1938), Fawzia (1940- 2005) i Fadia (1943-2002)
La segona esposa (1951) fou una plebea de nom Narriman Sadek (1934-2005) de la que es va divorciar el 1954; va tenir un fill que fou el futur rei Fuad II, nascut el 1952.
Estant a l'exili a Itàlia es va ajuntar amb Irma Capece Minutolo, una cantant d'òpera. El 2005 va revelar que s'havia casat en secret amb el rei el 1957.